# Pretty Little Picture (Desperate Housewives)
"Pretty Little Picture" er et afsnit af tv-serien Desperate Housewives. Afsnittet er nummer 3 i sæson 1.

## Handling
På Susans opfordring beslutter damerne sig  til at holde middagsselskab til Mary Alice ære. En lille pige fanger Gabrielle i at kysse sin hemmelige elsker John og afpresser hende til at købe hende gaver. Lynettes mand Tom påtager sig at passe parrets børn, mens hun er til festen. 
I mellemtiden, Mary Alices søn, Zach, finder revolveren som hans mor skød sig med. Dr. Goldfine foreslår private sessioner for Van de Kamps på modvilje mod Bree. Susan kalder hendes eksmand Karl hen for at snakke om deres problemer. Uheldig som Susan altid er, fastner hendes håndklæde i Karls bil, og han kører af sted og efterlader hende splinter nøgen på gaden.
Til festen, fortæller Rex alle om deres ægteskab rådgivning sessioner. I vrede, ydmyger Bree ham foran de andre, og det får Rex til endelig at flytte.  Susan fortæller Karl, at hun er kommet over ham, med hans kæreste, Brandi undskylde med hende om hendes engagement i at afslutte deres ægteskab. Bree stjæler et lydbånd fra  Dr. Goldfine  for at finde ud af, hvad Rex havde sagt i sin session, men hugger i stedet et andet og væsentlig menre interessant kassettebånd, Mary Alice's.